# Penn Relays
Les Penn Relays (aussi connu sous le nom de Penn Relays Carnival) est le plus ancien et le plus important meeting d'athlétisme des États-Unis. Ils sont organisés annuellement depuis le 21 avril 1895 par l'université de Pennsylvanie sur le Franklin Field de Philadelphie. Il attire plus de 15 000 participants chaque année, provenant de lycées, d'universités ou de clubs d'athlétisme de toute l'Amérique du Nord mais aussi de Jamaïque. Ces athlètes peuvent concourir dans les quelque 300 épreuves programmées sur cinq jours. Historiquement, cet événement  a été créé pour promouvoir les courses de relais.
Les Penn Relays se tiennent traditionnellement la dernière semaine d'avril, se terminant le dernier dimanche. Typiquement, l'affluence atteint son maximum sur les trois derniers jours où on peut voir près de 100 000 personnes dont près de 50 000 pour le seul dimanche. Les séries sont courues le mardi pendant la Carnival Week, et les finales le jeudi.

## Historique
Les premiers Penn Relays ont eu lieu en 1895. Frank B. Ellis, le président du comité d'athlétisme de l'université cherche à l'époque un événement pour marquer l'inauguration du nouveau stade de l'école le Franklin Field. IL se rappelle alors que deux ans plus tôt lors de sa dernière année à l'université de Pennsylvanie, avait été organisé une rencontre athlétique entre cette dernière et l'université de Princeton. Cette compétition consistait en un relais sur un mile, course dans laquelle quatre membres de chaque équipe devait effectuer un quart de la distance (futur relais 4 × 400 m). Ellis et d'autres organisent donc une série de relais le dimanche 20 avril 1895. 64 athlètes venant de huit universités, six écoles préparatoires et deux lycées y participent. Huit courses entre deux équipes sont courues et l'université Harvard bat celle de Pennsylvanie dans l'une d'elles en 3 min 34 s 4.

## Records

### Hommes
| Épreuve                 | Record         | Athlète                                                                                              | Nationalité | Date           | Réf.  |
| ----------------------- | -------------- | --- | ----------- | -------------- | ----- |
| 100 m                   | 10 s 10        | Leroy Burrell                                                                                        | États-Unis  | avril 1990     |       |
| Mile                    | 3 min 53 s 2   | Tony Waldrop                                                                                         | États-Unis  | 1974           |       |
| 5 000 m                 | 13 min 16 s 47 | Shadrack Kosgei                                                                                      | Kenya       | 2003           |       |
| 10 000 m                | 27 min 50 s 0  | Sosthenes Bitok                                                                                      | Kenya       | 1984           |       |
| 110 m haies             | 13 s 30        | Terrence Trammell                                                                                    | États-Unis  | avril 29, 2000 |       |
| 400 m haies             | 48 s 91        | Derrick Adkins                                                                                       | États-Unis  | avril 1994     |       |
| 3 000 m steeple         | 8 min 24 s 34  | Anthony Famiglietti                                                                                  | États-Unis  | avril 2008     |       |
| Saut en hauteur         | 2,30 m         | Mark Boswell                                                                                         | États-Unis  | avril 2000     |       |
| Saut en hauteur         | 2,30 m         | Tora Harris                                                                                          | États-Unis  | avril 2002     |       |
| Saut à la perche        | 5,79 m         | Lawrence Johnson                                                                                     | États-Unis  | avril 1996     |       |
| Triple saut             | 17,12 m        | Jérôme Romain                                                                                        | États-Unis  | avril 1995     |       |
| 10 000 m marche (piste) | 39 min 43 s 85 | Tim Seaman                                                                                           | États-Unis  | 1999           |       |
| 4 × 100 m               | 37 s 90        | Jamaica Gold Mario Forsythe Yohan Blake Marvin Anderson Usain Bolt                                   | Jamaïque    | avril 24, 2010 | [ 2 ] |
| 4 × 400 m               | 2 min 56 s 60  | USA Red Angelo Taylor 45 s 0 Antonio Pettigrew 44 s 2 Tyree Washington 43 s 7 Michael Johnson 43 s 7 | États-Unis  | avril 29, 2000 |       |

### Femmes
| Épreuve                | Record             | Athlète                                                                 | Nationalité       | Date           | Réf.  |
| ---------------------- | ------------------ | ----------------------------------------------------------------------- | ----------------- | -------------- | ----- |
| 100 m                  | 11 s 10            | Lauryn Williams                                                         | États-Unis        | avril 2004     |       |
| 100 m                  | 11 s 10            | Kelly-Ann Baptiste                                                      | Trinité-et-Tobago | avril 2006     |       |
| Mile                   | 4 min 26 s 10      | Mary Slaney                                                             | États-Unis        | 1997           |       |
| 5 000 m                | 15 min 17 s 11     | Laura Mykytok                                                           | États-Unis        | 1995           |       |
| 10 000 m               | 31 min 30 s 89     | Annette Peters                                                          | États-Unis        | 1997           |       |
| 100 m haies            | 12 s 61 (+1,1 m/s) | Queen Harrison                                                          | États-Unis        | avril 24, 2010 | [ 3 ] |
| 3 000 m steeple        | 9 min 56 s 63      | Briana Shook                                                            | États-Unis        | 2003           |       |
| Saut à la perche       | 4,45 m             | Tina Sutej                                                              | Slovénie          | avril 28, 2011 | [ 4 ] |
| 5 000 m marche (piste) | 20 min 56 s 88     | Michelle Rohl                                                           | États-Unis        | 1996           |       |
| 4 × 100 m              | 42 s 19            | USA Red Tianna Madison Allyson Felix Bianca Knight Carmelita Jeter      | États-Unis        | avril 28, 2012 | [ 5 ] |
| 4 × 200 m              | 1 min 27 s 46      | LaTasha Jenkins LaTasha Colander-Richardson Nanceen Perry Marion Jones  | États-Unis        | avril 29, 2000 |       |
| 4 × 400 m              | 3 min 21 s 18      | USA Red Francena McCorory Allyson Felix Natasha Hastings Sanya Richards | États-Unis        | avril 28, 2012 | [ 5 ] |